# Mugeni (gmina)
Mugeni – gmina w Rumunii, w okręgu Harghita. Obejmuje miejscowości Aluniș, Beta, Dejuțiu, Dobeni, Lutița, Mătișeni, Mugeni i Tăietura. W 2011 roku liczyła 3491 mieszkańców.